# Ferrals-les-Montagnes
Ferrals-les-Montagnes település Franciaországban, Hérault megyében. Lakosainak száma 147 fő (2022. január 1.). Ferrals-les-Montagnes Labastide-Rouairoux, Lacabarède, Boisset, Cassagnoles, La Livinière és Verreries-de-Moussans községekkel határos.

## Népesség
A település népességének változása:
| Lakosok száma | 135  | 143  | 112  | 164  | 158  | 173  | 170  | 153  | 151  | 147  |
|               | 1968 | 1982 | 1990 | 2006 | 2013 | 2015 | 2017 | 2019 | 2020 | 2022 |